# Beattie, Kansas
Beattie är en ort i Marshall County i Kansas. Vid 2010 års folkräkning hade Beattie 200 invånare.